# Jusup Abdusalomov
Jusup Abdusalomov, född den 8 november 1977, är en tadzjikistansk brottare som tog OS-silver i mellanviktsbrottning i fristilsklassen 2008 i Peking. 